# Gljúfursárfoss
Der Gljúfursárfoss ist ein Wasserfall an der Küste im Osten von Island in der Gemeinde Vopnafjörður.
Der Wasserfall liegt nördlich des Hlíðarvegurs (Straße 917), der zwar die kürzeste Verbindung nach Egilsstaðir darstellt, aber nicht immer einfach befahrbar ist. Der Fluss Gljúfursá war früher gefährlich zu Fuß oder auf dem Pferd zu queren. Oberhalb der jetzigen Brücke (1997) gibt es noch die frühere Straßenbrücke und Ruinen der ersten Brücke dort, die um das Jahr 1900 entstand.
Die Gljúfursá oder genauer die Gljúfursá í Vopnafirði stürzt hier etwa 45 m in die Tiefe und fließt nur etwa 150 m weiter in die Bucht Árvík östlich der Landzunge Drangsnes.